# Werner Kühl (Maler)
Werner Kühl (* 6. März 1906 im „Forsthaus Heide“  bei Hameln; † 23. Juli 1944 in Grodnow / Polen), ein deutscher Maler und Zeichner, war in Syke aufgewachsen und verbrachte dort auch seine künstlerisch produktiven Jahre.
Seine Laufbahn begann er mit einer Malerlehre in Bremen und begleitenden Studien an der dortigen Kunstgewerbeschule bei Willi Menz. Seit dem Ende der 1920er Jahre etablierte er sich in Syke mit einem Geschäft für Dekorationsmalerei. Mit seinen freien Öl- und Aquarellbildern blieb er einem zeichnerisch und farblich expressiven, gegenständlichen Stil treu. Der Ausflug in eine kubistisch angehauchte Malweise um 1930 ging spätestens 1933 mit einer der Zeit angepassten Gefälligkeit zu Ende.
Er hinterließ etwa 400 Arbeiten, darunter einige bemalte Möbel, die heute als „Werner-Kühl-Stiftung“ im Kreismuseum Syke bewahrt werden.